# Заленський В'ячеслав Рафаїлович
В'ячеслав Рафаїлович Заленський (9 лютого 1875, Чебоксари — 4 липня 1923, Саратов) — ботанік. У 1899—1903 рр. викладач ряду вищих навчальних закладів Києва. Був членом Київського товариства шанувальників природи.

## Життєпис
У 1893 році закінчив Казанську гімназію та у 1897 Казанський університет, де залишився для підготовки до професорського звання.
З 1899 року викладав у Київському політехнічному інституті; водночас від 1908 — доцент Київського університету св. Володимира, професор кафедри ботаніки Вищих жіночих курсів.
У 1903—1914 рр. — неодноразово перебував у наукових закордонних відрядженнях, зокрема в Німеччині, Франції, Єгипті, Палестині, Алжирі.
З 1916 року працював у Саратові, де створив і очолив відділ прикладної ботаніки Обласної сільськогосподарської дослідної станції, згодом працював її директором; водночас — професор кафедри фізіології рослин, У 1918—1923 рр. — ректор Сільськогосподарського інституту, викладав в інших вищих навчальних закладах..

## Сфера наукових досліджень
Досліджував фізіологію особливості ксерофітів, цитологію статевих клітин житньо-пшеничних гібридів, біологію проростання бур'янів. Започаткував вивчення екології фізіології рослин. Відкрив залежність анатомії будови листя від розташування на стеблі (закон Заленського). Обґрунтував застосування кількісного методу в анатомії рослин.

## Автор наукових праць
- Материалы к количественной анатомии различных листьев одних и тех же растений // Изв. Киев. политех. ин-та. 1904. Т. 4, вып. 1;
- Краткое руководство по физиологии растений для высших учебных заведений. Петроград; К., 1915; К., 1918;
- Цитологическое исследование ржано-пшеничных гибридов // Тр. по приклад. ботанике. Ленинград, 1925. Т. 14, вып. 1 (співавт.).